# 関哲夫
関 哲夫（せき てつお、1938年（昭和13年）7月29日 - ）は、日本の実業家。新日本製鐵副社長や商工組合中央金庫社長を歴任した。

## 人物
大阪府出身。1963年、大阪大学経済学部卒業後、八幡製鐵（現・新日鐵住金）入社。経理畑を中心に歩み、2000年に新日本製鐵の代表取締役副社長に就任した。日本郵政社外取締役を経て、2008年からは商工組合中央金庫の民営化後初の社長に起用され、2013年退任した。他にサッポロホールディングス、東京金融先物取引所の社外取締役などを歴任した。

## 略歴

### 学歴
- 1963年 - 大阪大学経済学部卒業

### 職歴
- 1963年　- 八幡製鐵（現在の日本製鉄）入社
- 1991年　- 新日本製鐵経理部長
- 1993年　- 同取締役
- 1997年　- 同常務取締役
- 2000年　- 同代表取締役副社長
- 2003年　- 同常任顧問
- 2004年　- 同常任監査役
- 2007年　- 日本監査役協会会長（-2008年）
- 2007年  - 日本郵政社外取締役
- 2008年　- 商工組合中央金庫代表取締役社長[3]（-2013年6月）、日本証券業協会自主規制会議議長[4]